# Centris nitens
Centris nitens är en biart som beskrevs av Amédée Louis Michel Lepeletier 1841. Centris nitens ingår i släktet Centris och familjen långtungebin. Inga underarter finns listade.